# Єфременюк Віталій Ігорович
Віта́лій І́горович Єфременю́к — майор (посмертно) Збройних Сил України, учасник російсько-української війни, який загинув у ході російського вторгнення в Україну.

## Життєпис
Народився в селі Вінницькі Хутори Вінницької області. Закінчив Кам’янець-Подільський військовий факультет при Подільському державному аграрно-технічному університеті. Жив із родиною в місті Охтирка на Сумщині, де було місце його служби. Брав участь у російсько-українській війні від її початку.
Брав участь у боях на сході України в складі 91 ОПОЗ.
Загинув у боях з російськими окупантами в ході відбиття російського вторгнення в Україну (місце — не уточнено). 

## Загибель
Підірвався на міні 22 червня 2022 року під час виконання бойового завдання в районі села Куземин на Сумщині. Від травм, яких зазнав,  офіцер загинув. Йому був 31 рік.

## Нагороди
- Орден Богдана Хмельницького I ступеня (05.08.2022, посмертно) — за особисту мужність і самовіддані дії, виявлені у захисті державного суверенітету та територіальної цілісності України, вірність військовій присязі)[2]
- Орден Богдана Хмельницького III ступеня (10.10.2015) — за особисту мужність, сумлінне та бездоганне служіння Українському народові, зразкове виконання військового обов'язку[3].